# Sufismo e taoismo

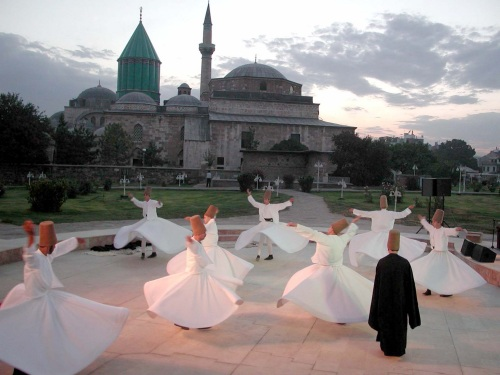
Dervisci rotanti di fronte alla tomba del poeta e mistico Rūmī, Konya, Turchia

Il Taijitu (T'ai Chi T'u), rappresentazione di Yin e yang.

Il Sufismo e il Taoismo sono due tradizioni spirituali, rispettivamente appartenenti all'Islam e alla cultura cinese, che, pur provenendo da contesti geografici e religiosi differenti, condividono alcuni temi filosofici e pratiche simili. Mentre il Sufismo è un sentiero mistico all'interno dell'Islam, il Taoismo è una filosofia e religione che ha avuto origine nella Cina antica, incentrata sull'armonia con il Tao, o "Via", il principio universale che governa l'universo. Entrambe le tradizioni pongono enfasi su una pratica spirituale che trascende la logica razionale, incoraggiando il ritorno all'essenziale e il contatto con il divino attraverso l’esperienza interiore.

## Principi Fondamentali

### Sufismo
Il Sufismo è la dimensione mistica dell'Islam, focalizzata sull'unione con Dio attraverso la purificazione del cuore e la pratica dell'amore divino. I Sufi cercano di avvicinarsi a Dio attraverso la preghiera, la meditazione, il dhikr (il ricordo di Dio attraverso la ripetizione di nomi o frasi sacre), e la guida di un maestro spirituale (sheikh o pir). Al centro del Sufismo c'è l'idea di annichilire l'ego (fanā') e di raggiungere una condizione di permanenza in Dio (baqā').

### Taoismo
Il Taoismo è fondato su testi classici come il Tao Te Ching di Laozi e lo Zhuāngzǐ di Zhuāngzǐ. Il Tao è considerato l'essenza indefinibile dell'universo, una forza naturale che permea tutto. Il concetto chiave è il "Wu Wei" (无为), spesso tradotto come "non azione" o "azione spontanea", che esorta a vivere in accordo con il flusso naturale delle cose. La spiritualità taoista si basa sulla semplicità, la spontaneità e l'armonia con la natura.

## Similarità

### Unione con il Divino
Sia il Sufismo che il Taoismo vedono l'unione con il divino come il fine ultimo del percorso spirituale.
Nel Sufismo, l'unione con Dio è concepita come il raggiungimento di uno stato di fusione spirituale con l'Essere supremo attraverso la purificazione dell'anima e la negazione dell'ego. L'idea centrale è che l'anima del cercatore ritorni a Dio, suo creatore, attraverso una relazione d’amore e devozione. Questo cammino è spesso descritto come un viaggio di ritorno alla propria vera natura, in cui l'individuo diventa uno con l'Unità divina.
Nel Taoismo, l'obiettivo è l'unione con il Tao, un principio cosmico che non ha personalità o forma ma rappresenta la legge eterna e il flusso naturale dell'universo. Essere in armonia con il Tao significa vivere secondo il suo flusso spontaneo, senza forzare o alterare il corso naturale degli eventi. L’unione con il Tao non è vista come un’esperienza mistica in senso monoteistico, ma piuttosto come un ritornare allo stato naturale di esistenza, al di là della dualità e delle convenzioni sociali.

### Superamento dell’Ego
Entrambe le tradizioni spirituali considerano il superamento dell'ego un passo cruciale verso l'illuminazione.
Nel Sufismo, l'annientamento del sé (fanā’) è il processo con cui il cercatore abbandona il proprio ego per lasciarsi assorbire nella realtà divina. Il praticante lavora per eliminare il proprio ego, le passioni e l'attaccamento alle cose mondane, in modo da raggiungere una condizione in cui "nulla esiste tranne Dio". Una volta che l’ego viene annullato, l'individuo sperimenta la permanenza in Dio (baqā’), un senso di fusione totale con l'essere divino.
Nel Taoismo, il concetto di "Wu Wei" (non azione) implica una forma di superamento dell’ego che permette all’individuo di agire spontaneamente e senza sforzo, in perfetto accordo con il flusso naturale delle cose. Questa pratica richiede di lasciar andare il controllo e l'attaccamento personale, lasciando che sia il Tao a governare il corso degli eventi. Anche qui, l'ego viene visto come un ostacolo che impedisce al praticante di allinearsi con l’ordine naturale e di vivere in modo equilibrato.

### Semplicità e Spontaneità
Un'altra similarità è l'enfasi sulla semplicità e la spontaneità.
Il Sufismo promuove la semplicità interiore, incoraggiando i cercatori a liberarsi dall’attenzione eccessiva alle apparenze e alla vita materiale per concentrarsi sull'essenza dell'essere e sulla presenza divina. La vita sufi è spesso descritta come umile, modesta e devota, priva di complicazioni mondane. Questa semplicità si riflette anche nei rituali del Sufismo, che cercano di concentrare l'attenzione sulla connessione diretta con Dio, piuttosto che su manifestazioni esteriori della religiosità.
Nel Taoismo, la semplicità (pu, "la semplicità del legno non scolpito") è un ideale centrale che rappresenta il ritorno allo stato naturale e originale. I taoisti credono che la vita dovrebbe essere vissuta con spontaneità e naturalezza, evitando la sofisticazione e la complessità artificiale. La vera saggezza taoista si esprime nel seguire il flusso della vita senza imposizioni, lasciando che la propria esistenza si dispieghi come una parte integrante del movimento cosmico.

### L'Importanza del Maestro
Sia nel Sufismo che nel Taoismo, il ruolo del maestro spirituale è fondamentale.
Nel Sufismo, il maestro (sheikh o pir) è visto come una guida necessaria per il discepolo che desidera progredire lungo il cammino spirituale. Il maestro non solo fornisce insegnamenti, ma svolge anche la funzione di proteggere il discepolo dagli errori e di indirizzarlo verso una profonda comprensione di sé e di Dio. Il rapporto tra maestro e discepolo è spesso caratterizzato da un grande rispetto e da un intimo legame spirituale, in cui il discepolo si affida completamente alla saggezza del maestro.
Nel Taoismo, il maestro è una figura altrettanto centrale, poiché incarna l'esperienza del Tao e fornisce agli studenti una guida pratica su come vivere in accordo con esso. Anche se il Tao non può essere insegnato direttamente, il maestro taoista trasmette ai discepoli la saggezza attraverso il proprio esempio di vita e il suggerimento di pratiche come la meditazione e il Qi Gong. La trasmissione del Tao avviene attraverso l’esperienza diretta e l’osservazione, piuttosto che attraverso insegnamenti verbali o scritti.

### Esperienza Mistica
Il Sufismo e il Taoismo sono entrambe tradizioni fortemente esperienziali.
Nel Sufismo, l’esperienza mistica è una parte essenziale del cammino verso Dio, e viene vissuta attraverso stati di estasi e momenti di intensa connessione divina. Questa esperienza è facilitata da pratiche come il dhikr (ripetizione dei nomi di Dio) e il sama', la danza e la musica sacra sufi. I mistici sufi descrivono queste esperienze come momenti di profonda pace e amore divino, in cui la distinzione tra l'individuo e Dio si dissolve temporaneamente.
Anche nel Taoismo, l'esperienza diretta del Tao è fondamentale. Sebbene non si tratti di un'estasi in senso religioso, il Taoismo cerca un’esperienza intuitiva e non razionale del Tao attraverso la meditazione, la contemplazione e il contatto con la natura. I taoisti aspirano a vivere in modo naturale e spontaneo, immergendosi nel flusso della vita e sperimentando il Tao in ogni azione quotidiana.

## Differenze

### Origine e Contesto Religioso
Il Sufismo ha un'origine ben definita all'interno del mondo islamico, basandosi sul Corano e sugli insegnamenti del profeta Maometto. Le pratiche e i principi sufi derivano strettamente dai concetti islamici di monoteismo, sottomissione a Dio e servizio all'umanità. I sufi operano all'interno di una struttura religiosa stabilita, e i loro insegnamenti, pur mistici, sono fondamentalmente legati alla legge islamica (Sharia), che deve essere rispettata e seguita.
Il Taoismo, invece, si è sviluppato in Cina come una filosofia e una religione autonoma. Non è legato a nessuna tradizione monoteista e non ha un concetto di Dio personale come nell'Islam. Il Taoismo è sia una corrente di pensiero che una pratica religiosa, e si fonda su una visione del mondo più fluida e non dogmatica. I taoisti non sono vincolati da leggi divine codificate, ma piuttosto da un desiderio di armonizzarsi con la natura e il Tao.

### Rapporto con il Divino
Il Sufismo è centrato su un Dio personale, con il quale il fedele può intrattenere una relazione intima e diretta. Dio nel Sufismo è visto come l'amante, e l’anima umana come l’amata, con l’obiettivo di unirsi a Lui attraverso l’amore divino. Questo rapporto è espressamente monoteistico e basato su un senso di devozione e adorazione.
Nel Taoismo, il Tao non è un’entità personale, ma piuttosto un principio cosmico impersonale che governa l'universo. Il Tao non ama né giudica, ma semplicemente è. Non c'è adorazione nel senso religioso, ma piuttosto un'aspirazione a vivere in armonia con questo principio universale. Il rapporto con il Tao non è emotivo, ma più pratico e intuitivo, e si riflette in un modo di essere e agire che è in sintonia con la natura.

### Pratiche Rituali
I rituali sufi, come il dhikr (ricordo di Dio), la preghiera, la meditazione e la danza, sono intrinsecamente legati alla tradizione islamica. Il dhikr consiste nella ripetizione ritmica dei nomi divini, che permette ai sufi di concentrarsi su Dio e purificare il cuore. Le pratiche sufi spesso includono elementi musicali, come il sama', e momenti di meditazione estasiata che portano il mistico a stati di trance o di estasi divina.
Nel Taoismo, le pratiche rituali includono la meditazione, il Tai Chi e il Qi Gong, che hanno l'obiettivo di equilibrare il flusso dell'energia vitale (qi) nel corpo e nell'universo. Queste pratiche non sono religiose nel senso occidentale, ma piuttosto tecniche per migliorare la salute fisica e mentale e per armonizzarsi con il Tao. La filosofia taoista pone molta enfasi anche sulla contemplazione della natura e sull’uso del simbolismo naturale per rappresentare i principi cosmici.

### Finalità Ultima
Nel Sufismo, la finalità ultima è la realizzazione dell’unione con Dio. Questa unione si ottiene attraverso la purificazione del cuore, il distacco dal mondo materiale e il completo abbandono all’amore divino. L’aspirazione è quella di annullare l’ego per divenire uno con l’essenza divina e, in ultima analisi, raggiungere l’eterno in Dio.
Nel Taoismo, l'obiettivo è piuttosto vivere in armonia con il Tao. Non c'è un’unione con un Dio personale, ma una fusione con il flusso naturale delle cose. La finalità ultima del taoista è di raggiungere uno stato di equilibrio e spontaneità, in cui l’individuo si lascia guidare dalle forze cosmiche senza interferire o resistere, vivendo una vita semplice, naturale e autentica.